# Vlag van Grathem

gemeentevlag van Grathem
(1982-1991)

De vlag van Grathem is op 8 december 1982 bij raadsbesluit vastgesteld als gemeentelijke vlag van de voormalige Limburgse gemeente Grathem. De vlag kan als volgt worden beschreven:
Blauw met een in drieën gedeelde gaffel, aan de broekzijde geel, aan de bovenzijde wit en aan de onderzijde rood.
De kleuren zijn ontleend aan het gemeentewapen. De gaffel stond voor een pallium, het waardigheidsteken van een aartsbisschop, en symboliseerde Sint-Severinus uit het wapen, die bisschop van Keulen was.

In 1991 fuseerde Grathem met de gemeenten Baexem en Heythuysen tot de gemeente Heythuysen. Hiermee kwam de vlag als gemeentevlag te vervallen. In 2007 ging Heythuysen op in de fusiegemeente Leudal.

## Verwante afbeelding

Wapen van Grathem

Ambt Montfort 
· Amby 
· Arcen en Velden 
· Baexem 
· Beegden 
· Belfeld 
· Bemelen 
· Berg en Terblijt 
· Bocholtz 
· Born 
· Broekhuizen 
· Cadier en Keer 
· Echt 
· Eijsden 
· Elsloo 
· Eygelshoven 
· Geleen 
· Grathem 
· Grubbenvorst 
· Haelen 
· Heel 
· Heel en Panheel 
· Heer 
· Helden 
· Herten
· Heythuysen 
· Hoensbroek 
· Horn 
· Horst 
· Hulsberg 
· Hunsel 
· Kessel 
· Klimmen 
· Limbricht 
· Linne 
· Maasbracht 
· Maasbree 
· Margraten 
· Meerlo-Wanssum 
· Meijel 
· Melick en Herkenbosch 
· Montfort 
· Munstergeleen 
· Neer 
· Nieuwenhagen 
· Nieuwstadt 
· Nuth 
· Ohé en Laak 
· Onderbanken 
· Ottersum 
· Posterholt 
· Roggel 
· Roggel en Neer 
· Schaesberg 
· Schinnen 
· Sevenum 
· Sint Odiliënberg 
· Sittard 
· Stevensweert 
· Stramproy 
· Susteren 
· Swalmen 
· Tegelen 
· Thorn 
· Ubach over Worms 
· Ulestraten 
· Urmond 
· Valkenburg-Houthem 
· Vlodrop 
· Wessem 
· Wittem